# Psathyrellaceae
Psathyrellaceae là một họ nấm trong bộ Agaricales.
Các thành viên trong họ Psathyrellaceae thường sinh sản và phát triển trong những môi trường giàu nitơ như đất mùn, phân, thân cây mục rữa... Riêng chi Mythicomyces trong họ này tách biệt so với các chi khác khi sở hữu những điểm giống với họ nấm tán truyền thống.